# Lechi

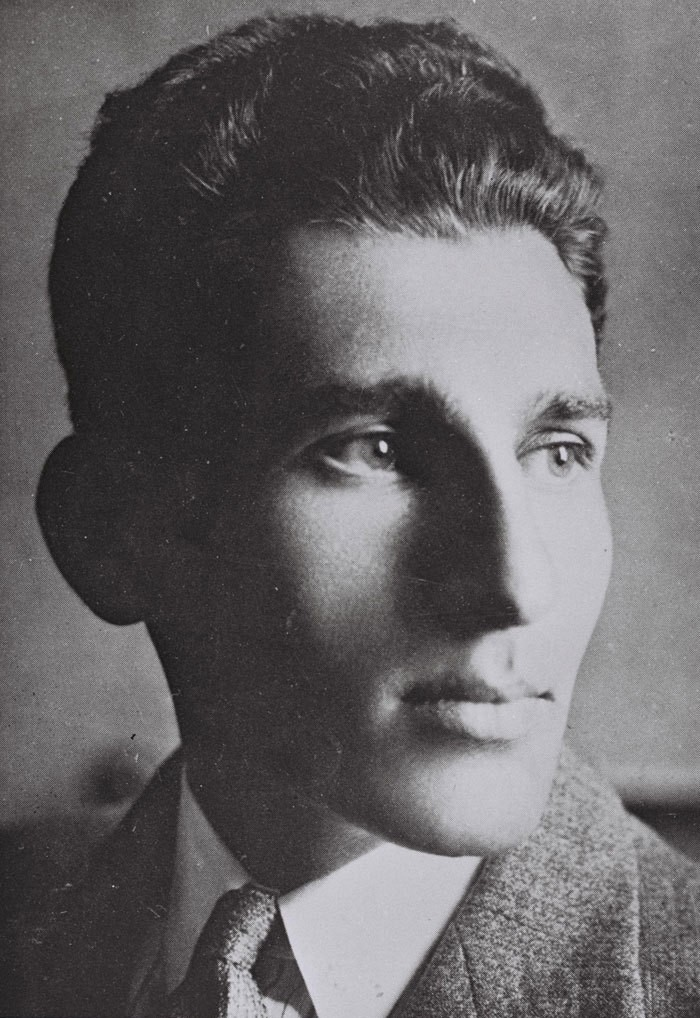
Avraham Stern

Lechi of LEHI (Hebreeuws: לח״י, acroniem voor: לוחמי חירות ישראל, Lohamei Herut Jisraëel, "Strijders voor de Vrijheid van Israël") was een zionistische paramilitaire groepering die tot doel had het Brits Mandaat over Palestina te beëindigen door de Britten te bestrijden, de beperkingen op de Joodse immigratie in Palestina op te heffen en er een Joodse staat te stichten. Deze groep had zich in 1940 afgesplitst van de militante groep Irgun.

## Terrorisme en naamgeving
Lechi is een Hebreeuwse afkorting van de zin לוחמי הירות ישראל wat De Strijders van de Vrijheid van Israël betekent. Bij de Verenigde Naties en de Britse autoriteiten stond deze militie bekend als de Stern Gang of Stern Groep., genoemd naar Avraham Stern, de oprichter en leider ervan en werd deze militie gezien als terroristische groep. Gedurende de Tweede Wereldoorlog zocht de Lechi in zijn strijd tegen Groot-Brittannië een verbintenis met Nazi-Duitsland en het fascistische Italië om Joden uit Europa te laten ontsnappen, het Britse mandaat te beëindigen en een Joodse staat op te richten. De Britten stuurden de koloniale tak van de MI5, de Defense Security Council, achter de groep aan en lieten de leiders oppakken. Avraham Stern werd in 1942 geliquideerd door inspecteur Geoffrey Morton van de CID (Britse recherche). In historische beschrijvingen wordt de naam Stern Gang nog steeds gebruikt.

## Activiteiten
De groep had nooit meer dan enkele honderden aanhangers en probeerde de activiteiten in zijn begindagen te financieren door criminele activiteiten zoals twee Britse bankovervallen in 1940 en 1942 (waarbij bij de laatste Joodse omstanders werden gedood, waarop de groep tijdelijk inactief werd), alsook privédonaties. De activiteiten bestonden vooral in het plegen van moordaanslagen op Britse overheidsfunctionarissen en Joden die volgens hen "collaboreerden". Een poging om het hoofd van de Britse geheime politie in Lod te doden, leidde tot de dood van drie politiebeambten (twee Joodse en een Britse) en een harde reactie vanuit Britse en Joodse instellingen, die samenwerkten in hun pogingen om de ondergrondse organisatie te elimineren.
Volgens een studie van Nachman Ben-Yehuda was de groep verantwoordelijk voor 42 aanslagen, meer dan twee maal zoveel als de Etsel/Irgoen en de Hagana tezamen in dezelfde periode. Van de aanslagen die Ben-Yehuda onderscheidde als politieke aanslagen, was meer dan de helft gericht tegen andere Joden. Britse soldaten, officieren en "collaborateurs" waren de meest gezochte doelwitten. In 1947 en 1948 werden ook bombrieven gestuurd door de Lechi naar vele Britse politici, zoals tussen 4 en 6 juni 1947 naar ministers uit het Britse kabinet en op 11 mei 1948 werd een bombrief bestemd voor bevelhebber van Palestina Evelyn Barker ternauwernood onderschept door zijn vrouw. Naast aanvallen op personen, werden ook infrastructurele werken, zoals olieraffinaderijen, bruggen en spoorlijnen aangevallen. Beruchte aanslagen van de Lechi waren de moord op de Britse lord Moyne Walter Guinness (in 1944 in Caïro), VN-bemiddelaar Folke Bernadotte (in 1948 in Jeruzalem), de bomaanslagen op de Caïro-Haifa treinen in 1948, deelname aan het Bloedbad van Deir Yassin door Joodse ongeregelde troepen waarbij 100 tot 120 doden vielen, naar verluidt vooral oude mensen, vrouwen en kinderen, tussen 9 en 11 april 1948.
Lechi-leden die gewapend gevangen werden genomen, werden soms ter dood veroordeeld. Een bijzonder geval was toen Moshe Barazani (gezamenlijk met Meir Feinstein van de Etsel/Irgoen) zelfmoord pleegde met een handgranaat in de dodencel om de Britten voor te zijn in hun executiebevel. Hij was veroordeeld tot de strop voor het voorbereiden van een aanslag op de Britse brigadier A.P. Davis en werd gearresteerd met een handgranaat op zak.
Bij haar aanslagen gebruikte de Lechi als kleine groep tactieken die eerder waren toegepast door de Sociaal-Revolutionaire Partij en de Gevechtsorganisatie van de Poolse Socialistische Partij in tsaristisch Rusland en de IRA, die in de jaren 20 op succesvolle wijze guerrilla-activiteiten had ontplooid, die de Britten mede zetten tot het zich terugtrekken uit de Zuidelijke Republiek Ierland.

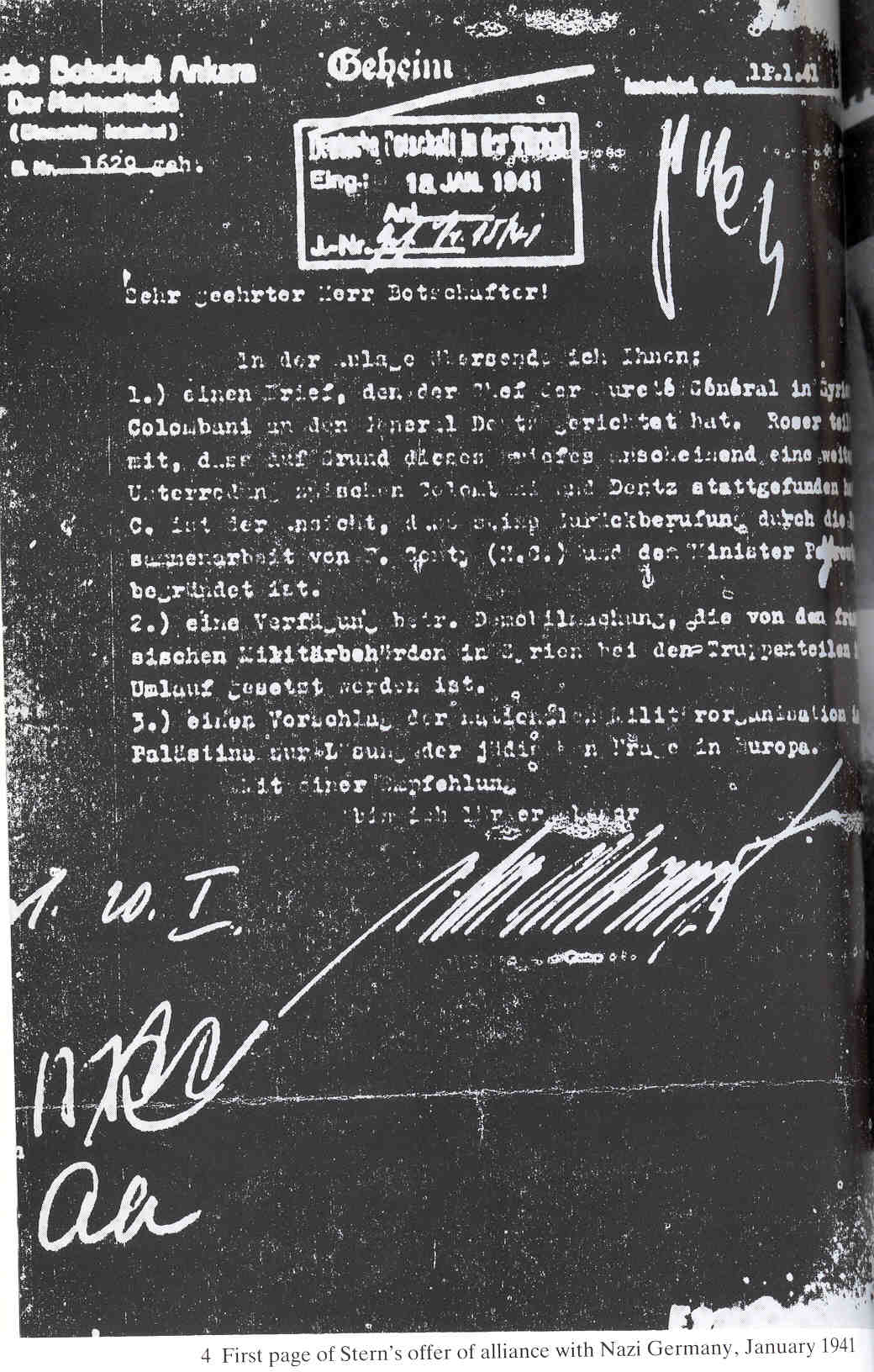
Begeleidende Duitstalige brief van het aanbod van de Lechi aan de nazi-autoriteiten, verstuurd op 11 januari 1941

## Contacten met nazi-Duitsland
Aan het begin van de Tweede Wereldoorlog werd door leden contact gezocht met de autoriteiten van nazi-Duitsland. In ruil voor een vrijelijke uittocht van alle Joden uit Europa naar Mandaatgebied Palestina (en stopzetting van het Madagaskarplan) en het erkennen van een 'Joods tehuis' zou de Lechi bereid zijn geweest om een Joods leger op te bouwen om Britse doelen in Oost-Europa en Palestina aan te vallen, daarbij gebruikmakend van haar ondergrondse cellen. Hoewel een brief werd bezorgd bij de Duitse ambassadeur in Istanboel, werd er niet op gereageerd door de Duitse autoriteiten. Deze modus vivendi kostte de toenmalige leider Avraham Stern veel steun onder eerdere aanhangers van zijn idealen.

## Einde van de Lechi en navolging
Op 31 mei 1948 eindigden de activiteiten van de Lechi formeel, daar zij toen opging in het Israëlische defensieleger, waarbij haar leiders amnestie kregen van gerechtelijke vervolging of represailles als onderdeel van de integratie. De groep was echter nog wel actief in Jeruzalem, waar zij op 17 september 1948 VN-bemiddelaar Folke Bernadotte vermoordde. Deze aanslag was goedgekeurd door de drie Lechi-leiders Yitzhak Shamir (later premier van Israël), Natan Yellin-Mor en Israel Eldad. Daarop werden de organisatoren opgepakt, maar slechts Yellin-Mor kreeg een gevangenisstraf opgelegd van 8 jaar. De groep werd toen gedwongen voorgoed uiteen te gaan.
Linkse leden van de Lechi stichtten de politieke partij Lijst van Vechters en kozen de gevangengezette Yellin-Mor tot leider. Deze partij won een zetel bij de Verkiezingen Constituerende Vergadering van januari 1949. Toen alle Lechi-leiders politieke amnestie kregen op 14 februari 1949, kon Yellin-Mor zijn zetel innemen in de Knesset. In 1951 viel de partij echter uiteen doordat haar enige zetel werd verloren bij de Verkiezingen Constituerende Vergadering van 1951.

## De Lechi in het huidige Israël
De status van de Lechi is omstreden in Israël. Veel inwoners zien de Lechi nog steeds als een heldengroepering, die bijdroeg aan de stichting van de staat Israël. In 1980 werd zelfs het "Lechi-lintje", een militaire onderscheiding, ingesteld door Israël, die nog steeds in gebruik is voor voormalige Lechi-leden, die het wensen te dragen (dergelijke lintjes bestaan ook voor voormalige leden van de Etsel en Hagana). Anderen hebben de Lechi beschuldigd van het willen stichten van een totalitaire staat of zelfs van quasifascistische rechtse ideeën, waar anderen bijvoorbeeld weer tegenover hebben gesteld dat Stern tijdens zijn studie in Italië weigerde lid te worden van de Gruppo Universitario Fascista, die was ingesteld voor internationale studenten en in zijn jeugd lid was van de Pioniers (de communistische kinderbeweging in de Sovjet-Unie).